# Сербіна Світлана Володимирівна
Світлана Володимирівна Сербіна (нар. 2 травня 1980) — жінка-стрибунка у воду з України, яка двічі представляла рідну країну на літніх Олімпійських іграх: 1996 та 2000. Вона претендувала на золоту медаль у жіночих 3 м синхронних змагань із трампліну на чемпіонаті світу з водних видів спорту 1998 року в Перті, Західна Австралія, разом з Оленою Жупіною.